# Ghép kênh phân chia tần số
Trong viễn thông, ghép kênh phân chia theo tần số (tiếng Anh: Frequency-division multiplexing; viết tắt: FDM) là một kỹ thuật mà băng thông tổng được phân chia thành một chuỗi liên tiếp các dải tần phụ không trùng lặp, mỗi dải tần số tín hiệu riêng biệt. Điều này cho phép một phương tiện truyền dẫn nhất định như cáp hoặc cáp quang được chia sẻ bởi nhiều tín hiệu riêng. Một cách sử dụng khác là mang 2 hoặc nhiều phân đoạn song song của tín hiệu tốc độ lớn hơn.
Ví dụ điển hình nhất của ghép kênh phân chia tần số là phát sóng vô tuyến và truyền hình, trong đó nhiều tín hiệu vô tuyến ở các tần số khác nhau truyền qua cùng một lúc. Một ví dụ khác như Truyền hình cáp,trong đó nhiều kênh truyền hình được thực hiện đồng thời trên một cáp. FDM cũng được sử dụng bởi các hệ thống điện thoại để truyền nhiều cuộc gọi điện thoại qua các đường truyền có dung lượng/thời lượng cao. Các Vệ tinh đóng vai trò quan trọng để truyền nhiều kênh dữ liệu trên các chùm vô tuyến đường lên và đường xuống và modem DSL băng thông rộng để truyền một lượng lớn dữ liệu máy tính qua các đường dây điện thoại

Một kỹ thuật tương tự được gọi là ghép kênh phân chia bước sóng được sử dụng trong giao tiếp sợi quang, trong đó nhiều kênh dữ liệu được truyền qua một dây sợi quang duy nhất sử dụng các (tần số) khác nhau.

## Cách thức hoạt động
Nhiều tín hiệu thông tin (điều chế) riêng biệt được gửi qua hệ thống FDM, chẳng hạn như tín hiệu video của các kênh truyền hình được gửi qua hệ thống truyền hình cáp, được gọi là tín hiệu băng cơ sở.Đối với mỗi kênh tần số, bộ tạo dao động điện tử tạo ra tín hiệu sóng mạng,dạng sóng dao động ổn định ở một tần số duy nhất phục vụ cho việc "mang" thông tin.Sóng mang có tần số cao hơn nhiều so với tín hiệu băng cơ sở (Được kết hợp trong mạng Điều biến).Bộ điều biến làm thay đổi một số tín hiệu sóng mang, chẳng hạn như biên độ, tần số của nó với tín hiệu băng cơ sở, "nâng" dữ liệu lên sóng mang.
Việc Diều chế tín hiệu này là kết quả của việc sóng mang tín hiệu tần số. Tín hiệu này tạo ra tần số phụ gần tần số sóng tải, tại
fC + fB và sự chênh lệch với (fC − fB).Thông tin từ tín hiệu điều chế được mang theo dải bên ở mỗi phía của tần số. Do đó, tất cả các thông tin được mang theo trong một dải tần số hẹp được tập hợp xung quanh tần số sóng mang
- Điều chế các tín hiệu nhánh với các sóng mang tần số khác nhau
- Cộng các sóng mang điều chế lại với nhau tạo thành tín hiệu tổng hợp băng cơ bản
- Điều chế tín hiệu tổng hợp với một sóng mang chính, tạo thành tín hiệu FDM
- Các kỹ thuật điều chế sử dụng: AM, FM, PM, SSB… trong đó SSB là kỹ thuật phổ biến nhất
- Trong phương pháp ghép kênh theo tần số (FDM), các tín hiệu được dịch sang dải tần số khác nhau và gửi qua phương tiện truyền thông. Các kênh truyền thông được chia thành các băng tần khác nhau, và mỗi băng tần truyền tín hiệu tương ứng với một nguồn.